# Carioca Revoltado

Guilherme Meirelles, o "Carioca Revoltado"

Carioca Revoltado, também conhecido pelas variações Carioca Irado e Carioca Puto, é um vídeo viral brasileiro protagonizado pelo economista Guilherme Meirelles que foi gravado durante a madrugada do dia 6 de abril de 2010. Nele, Meirelles estava sendo entrevistado por documentaristas que faziam rafting nas ruas do Rio de Janeiro enquanto filmavam as intensas chuvas que assolavam a cidade.
À época, Guilherme estava com 39 anos, atuava como funcionário da Petrobras Distribuidora e tentava voltar para casa depois do expediente. Contudo, profundamente irritado com o caos urbano que a capital carioca enfrentava, acabou por desabafar em frente à câmera contra o então governador do estado, Sérgio Cabral, que foi comparado à Tartaruga Touché, contra o então prefeito Eduardo Paes, contra Tom Jobim e a bossa nova e até mesmo contra Britney Spears, chegando a dizer que "foda-se se ela está grávida de um cavalo".
O vídeo viralizou, gerou fanfics e foi lembrado mesmo após uma década de sua viralização, consagrando ainda o bordão cantarolado: "Ipanema é tão legal / O meu pai é general", numa paródia à célebre canção "Samba do Avião", de Tom Jobim. O vídeo foi gravado no bairro da Tijuca, na zona norte do Rio.
| “                     | E esses telejornais ficam falando assim “e a chuva castiga os cariocas… São Pedro…” e aí fica esse negocinho de Olimpíada, Sérgio Cabral com aquela cara de Tartaruga Touché, falando que o Rio é a cidade maravilhosa... Isso é um engodo! Isso aqui é uma cidade governada por milícia, traficantes e vagabundos. | ” |
| — Guilherme Meirelles | |   |